# Егерий Тарквиний
Егерий Тарквиний (на латински: Egerius Tarquinius) е член на царското семейство по времето на царския период на Рим. Негов баща е Арун, брат на бъдещия цар Тарквиний Приск (по това време носи името Лукумон) и син на Демарат от Коринт и неговата съпруга, жена с благородническо потекло от град Тарквиния.
Докато майка му е бременна с него баща му Арун умира, тъй като Демарат не знае за бременността той оставя цялото си имущество на брата на Арун. Останал без наследство той получава името Егерий (Egerius – „Нуждаещия се“). По-късно Егерий е изпратен от своя чичо Луций Тарквиний Приск като управител на малкия албански град Колация, което дава когномена (прозвище или трето име) на сина му Луций Тарквиний Колатин. Синът на Егерий – Луции Тарквиний Колатин е женен за Лукреция, която е изнасилена от Секст Тарквиний, син на седмия и последен римски цар Тарквиний Горди.